# Batthyány Ilona
Gróf Batthyány Ilona (Házasságai után: gróf Keglevich Béláné, majd Beniczky Gáborné) (Ikervár, 1842. július 1. – Cinkota, 1929. március 21.) gróf Batthyány Lajos miniszterelnöknek és gróf Zichy Antóniának második gyermeke. 1902-től haláláig az édesanyja és Csernovics Emília, Damjanich özvegyének kezdeményezésére létrejött Magyar Gazdasszonyok Országos Egyletének tiszteletbeli alelnöke volt, munkásságához kapcsolódik több cinkotai intézmény létrejötte is.

## Élete

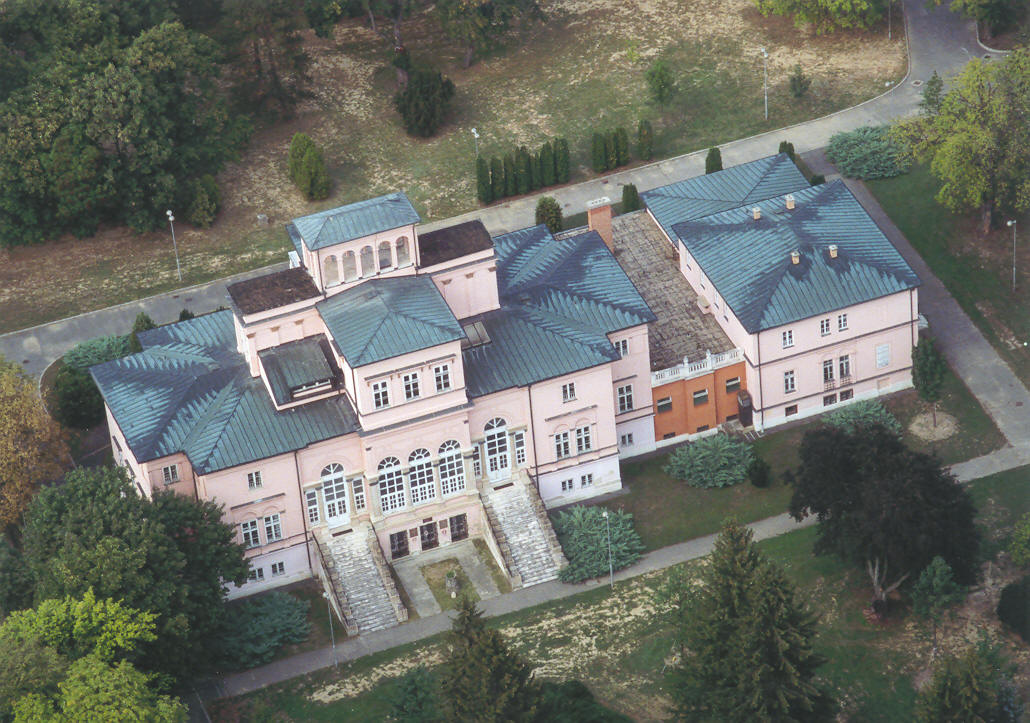
Az ikervári Batthyány-kastély

Teljes neve: gróf németújvári Batthyány Ilona Karolina Amália Mária Antónia volt. Batthyány Ilona gróf Batthyány Lajos és gróf Zichy Antóniának második gyermekeként született 1842-ben a Vas vármegyei Ikerváron. Keresztszülei gróf Weszterhold Károly (apjának sógora) és Károlyi Györgyné Zichy Karolina grófnő (anyjának testvére) voltak. Kezdeti éveiben magyar szellemben nevelkedett testvéreivel együtt, magyar népviseletes (piros csizmás pruszlékos) dajkáik voltak, első játszótársaik pedig a falusi parasztgyermekek voltak.
Alig hétéves korában veszítette el apját, akit 1849. október 6-án a pesti Újépületben végeztek ki.

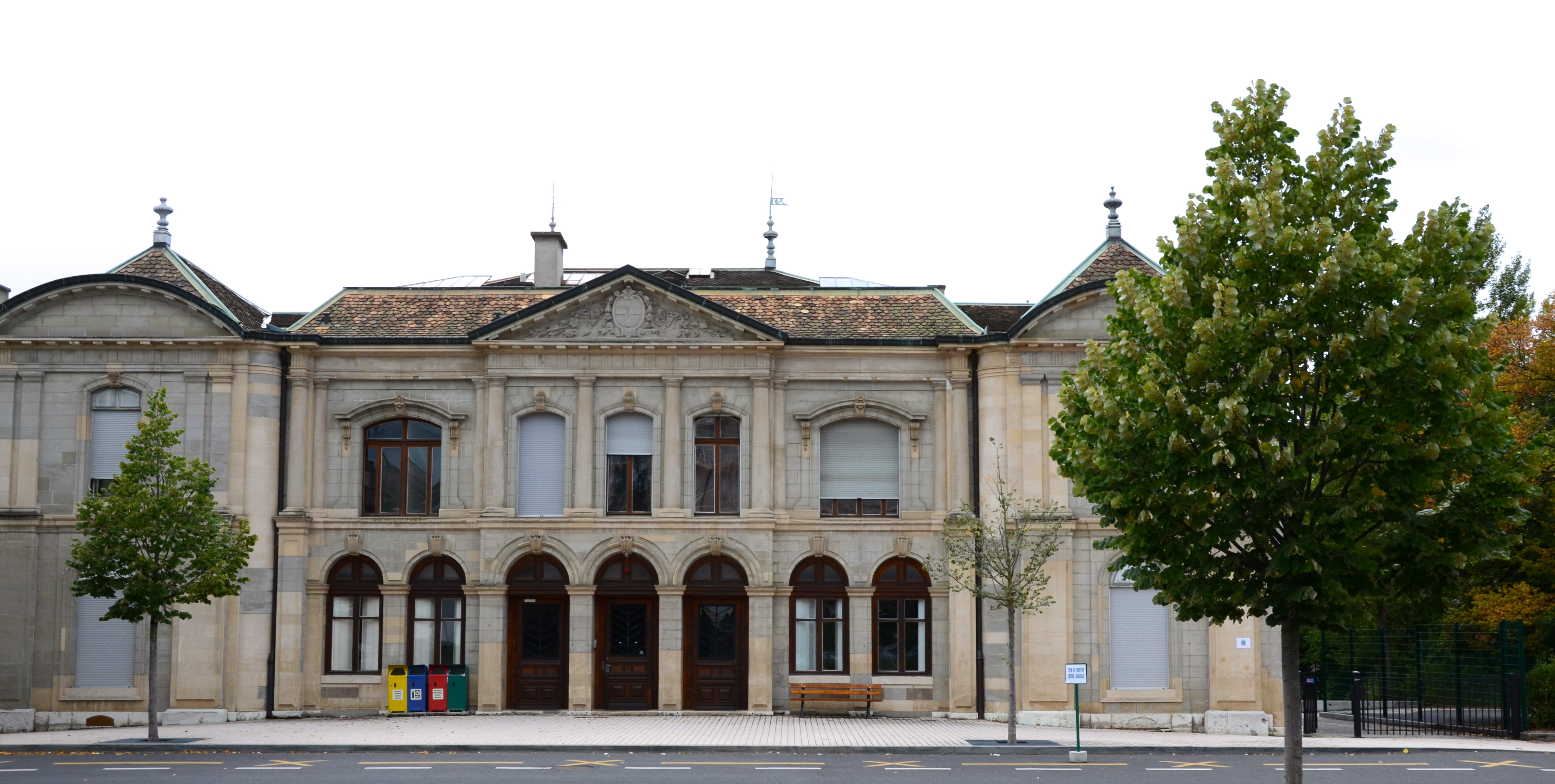
A genfi Boissière-palota

Anyjával és testvéreivel előbb Franciaországba, majd Svájcba költöztek. Rövid zürichi tartózkodás után Genfben telepedtek le, és a Boissière-palotában éltek. Hét év elteltével Batthyány Lajos özvegye és gyermekei hazatértek Magyarországra, azonban a szabadságharc leverése és a miniszterelnök kivégzése után az osztrák hatóságok ikervári birtokukat és a kastélyt is elkobozták.
Zichy Antónia 1858-ban megvásárolta a dákai Festetics–Batthyány-kastélyt, ahová gyermekeivel költözött.
Ilona 1860. augusztus 16-án a ferenc rendiek templomában, 18 évesen ment férjhez a gavallér hírében álló buzini gróf Keglevich Béla országgyűlési képviselőhöz. A pár házasságából 1862-ben egy fiúgyermek, ifj. Keglevich Béla született. Mivel Ilona és a gróf házassága megromlott, ezért 1869-től férjétől külön, ágytól-asztaltól elválasztva élt.

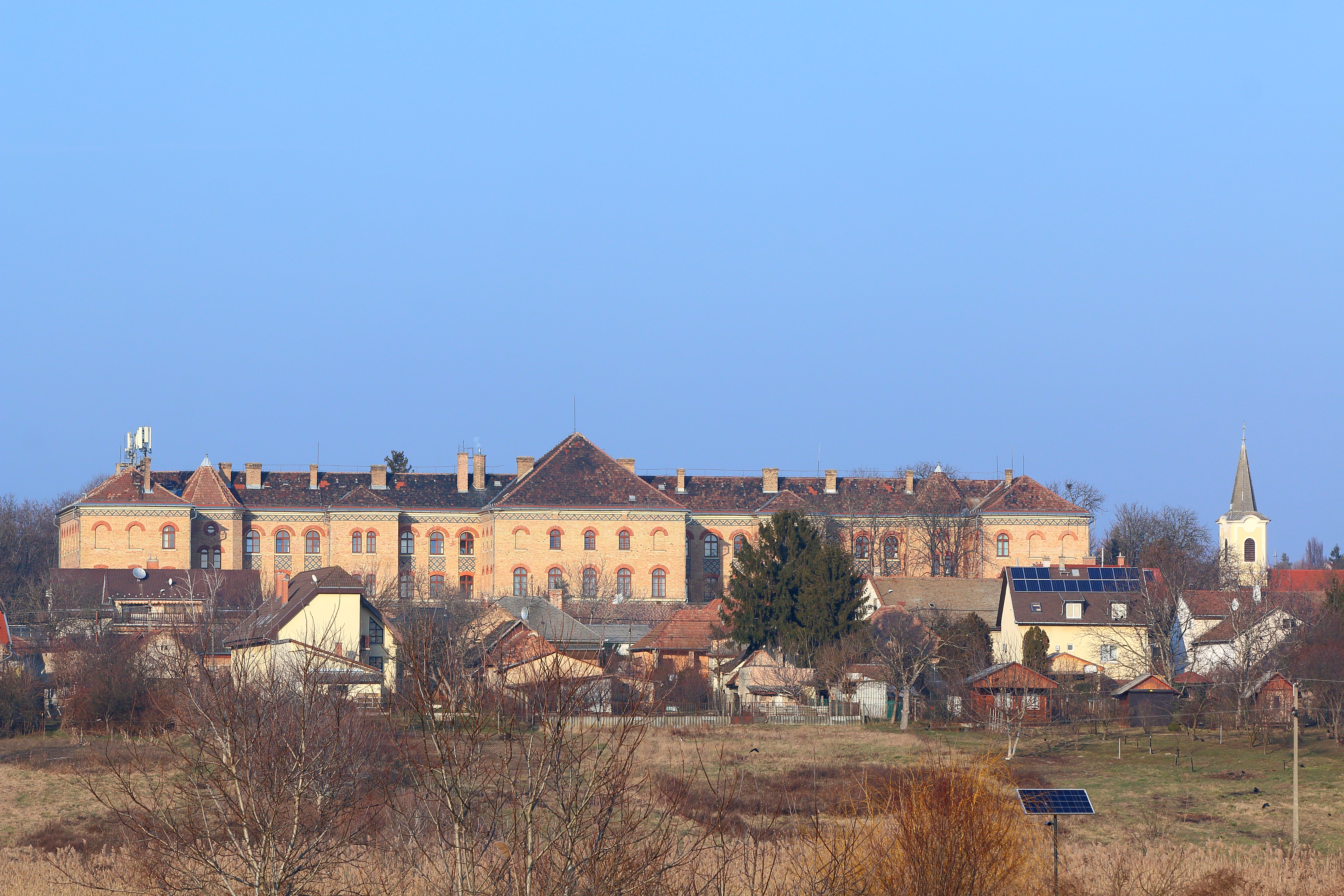
A Batthyány Ilona utcában található - eredetileg a Magyar Gazdaasszonyok Országos Egyesülete iskolájának építtetett - Szerb Antal Gimnázium és az attól kicsit távolabb elhelyezkedő Mária Magdolna-plébániatemplom Cinkotán, a Szilas-patak túlpartjáról

A grófnő 1879. július 21-én Kolozsvárott azért, hogy első férjétől elválhasson és – Keglevich Béla másfél évvel korábban elhunyt nővére, Keglevich Stefánia legidősebb fiához – Beniczky Gábor cinkotai földbirtokoshoz – aki szintén ekkor és ezért váltott vallást – hozzámehessen, unitárius hitre tért. A fővárosi tanács – minthogy Erdélyben az osztrák magánjogi törvény volt érvényben, a házassághoz szükséges bizonyítványt kiadta. Az 1879. augusztus 14-én tartott esküvőről a Fővárosi Lapok tudósított. A szertartást, „a vőlegény cinkotai úri lakában”, maga Kilyéni Ferencz József unitárus püspök végezte. Násznagyok gróf Batthyány Elemér, a menyasszony testvére és báró Podmaniczky Géza voltak, a vőfély tisztjét pedig Rökk Szilárd, „a Beniczky-család veterán tisztelője” töltötte be. Beniczky Gábor és Batthyány Ilona lánygyermeke, Lea Valentina (1880. április 8-n született). 1880. április 10-én keresztelték unitáriusnak, azonban 1883. február 27-én 3 éves kora előtt hashártyalobban elhunyt. 1884-ben második férje volt fia násznagya, mikor az Herkulesfürdőn elvette Popovich Paulát, akitől két gyermeke, Ilona és Pál született.
1888-ban meghalt édesanyja, akitől jelentős vagyont, Somogyszentmiklóst és más birtokokat örökölt (később, 1916-ban, öccsétől, Elemér gróftól megvette a szintén e hagyaték részét képező Dákát és egyéb ingatlanait is). Beniczky Gábor, aki feleségénél 10 évvel volt fiatalabb, 1894. július 2–4-e között öngyilkos lett, holttestét 5-én reggel találták meg Máramaros közelében. Halála kapcsán számos találgatás látott napvilágot. Földművelésügyi miniszterré való július elejei kinevezéséről szóló híreket megcáfolták, azt pedig, hogy vagyonvesztés vagy nőügyek állnának a háttérben testvéröccse, Beniczky Ádám is alaptalannak nevezte. A szerencsétlenség okául egy 1893 végén történt baleset – ezt egy korabeli lótenyésztési szakosztály (aminek elnöke volt) beszámoló meg is erősíti – során szenvedett agyrázkódás miatti kedélyállapot ingadozást nevezett meg. Később a krónikások mind könnyelmű életmódját, eltékozolt vagyonát mondják tette hátteréül, pedig egy az örökségről 1895-ben kiszivárgott sajtóhír is kizárta már ezt. Férje cinkotai birtokát – az elhunyt öccse, Beniczky Géza, aki lemondott gyermekei javára, így pedig fia István és leánya, – gróf Pejacsevich Márkné Beniczky Mária örökölte, de a haszonélvezeti jogot a grófnő élvezhette. A község belterületén fekvő ősi Beniczky-kúria és park s a belsőségen levő egyéb épületek tulajdonát bár hitvesének hagyta, de nem korlátlan, hanem úgy, hogy azt végrendelete szerint azt „életében használja,” holta után pedig az általa meghatározott jótékony célnak adandó át, „ezen ingatlanokat sem el nem idegenítheti, sem nem terhelheti, sem azokról halála esetére nem rendelkezhetik, hanem köteles ezt a végrendeletben megrendelt s általa később meghatározandó jótékony célnak, korán elhunyt kisleánya Lea emlékének és sírjának fenntartása céljából átadni.”  Ez után 1901. március 24-én, a Magyar Gazdasszonyok Országos Egyesülete egyik nagy alapítójának, édesanyjának emlékére öröklési szerződést kötött az egyesülettel, melyben kikötötte, hogy az árvaházat Cinkotára telepítik ki s a park tőszomszédságában építi fel (később Szerb Antal Gimnázium). Batthyány Ilona azonban más Beniczky-területekről is intézkedett, noha férje végrendelete alapján ezt nem tehette volna meg. Ennek hátterében Lantos Antal szerint az állt, hogy körülbelül 16 évig nem hagyta a jogos örökösöket tulajdonuk egy részéhez sem – miközben a teljes terület haszonélvezetét ez alatt megtartotta –, csupán Beniczky István (Beniczky Géza fia) 1909-es halálát követően egyezett ki Pejacsevichné Mária javára úgy, hogy a Szilas-pataktól keletre eső, nagyságrendileg 600 hold a tulajdonába került, ekkor lemondva a nyugati oldalon levő 1500 hold – benne a későbbi Sashalom és Mátyásföld területei – haszonélvezeti jogáról. Telekkönyvi adatok alapján már így került eladásra (az 1950-ig Cinkotához tartozó) Magyar Általános Gépgyár által repülőgyártásra megvásárolt terület 1916 januárjában, bár a sajtó a kifizetésnél Batthyány Ilona nevét is megemlítette.
Miután 1916 márciusában megvásárolta öccsétől a dákai birtokot, egyre több időt töltött ott. A színjátszásnak évtizedes hagyományai voltak itt. Mind a színi előadásokat, mind a mulatságokat a Batthyány-kastély utolsó tulajdonosa, gróf Batthyány Ilona is nagyon szerette, és ha tehette, részt vett ezeken.
1929 januárjában jelent meg Urmánczy Nándor cikke a grófnőről a Prágai Magyar Hírlapban, mely szerint ekkor már Cinkotán élt visszavonultan. Szintén ez alapján, a Beniczky-birtokokat az ott töltött 50 éve alatt kétszer mentette meg az adósságokból, másodszor férje halála után. A vele kötött házasságkor az unitárius hitet anyja dicséretei nyomán választotta, Jókai „Egy az Isten“ (1876-ban megjelent) regénye kapcsán.
Batthyány Ilona 1929. március 21-én halt meg Cinkotán, temetését március 24-én tartották a Kerepesi temetőben. A fővárosi tanács hozzájárulásával a családi mauzóleumba temették. Leányának már előzőleg exhumált holttestével együtt helyezték el a sírboltban, ahol szülei és öccse, Elemér mellett nyugszik.
Vagyonának nagy részét jótékony célra hagyta. Halála előtt néhány évvel végrendeletet készített, amit azonban öt pót-végrendelettel szinte teljesen megváltoztatott. Az utolsó irattal a két unokája, Bárczay Ferencné Keglevich Ilona és Keglevich Pál gróf közt évek óta folyó háborúságot akarta megszüntetni, így előbbire csupán Keglevich Béla gróf arcképét, míg másiknak az őt megillető köteles részt, vagyis az egész hagyaték egynegyed részét hagyományozta, hamarosan több hosszas örökösödési per is követte egymást, még 1944-ben folyamatban volt egy. A lipótvárosi Klotild utcában (Ma Stollár Béla u.) álló házának jövedelmét a „budapesti unitárius szegény iskolásgyermekek segélyezésére” hagyta.
Végrendeletei lényegében csak a már, ahogy maga fogalmazott „szorgalmam és takarékosságom által megszerzett” vagyonról (Cinkotán, Budapesten, Rákosszentmihályon és Dákán fekvő földbirtokokról, házi ingatlanokról, ezek élő és holt felszereléséről, lakberendezési és háztartási tárgyakról, értékpapírokról, ékszerekről, drágaságokról és készpénzekről) szóltak. Ugyanis az édesanyjától, Zichy Antóniától örökölt, illetve a Pejacsevich Márknéval (Beniczky Géza lányával, férje örökösével) kötött megállapodás szerint tulajdonába került cinkotai 600 holdnyi birtokot – bár az utóbbin a haszonélvezeti jogát végig fenntartotta –, mind még 1913-ban átadta fiának, Keglevich Bélának – aki azonban 1924-ben meghalt. Batthyány Ilona majd 60 örököséből 30 alkalmazottjának hagyott földet, házat vagy berendezéseket.

### Munkássága

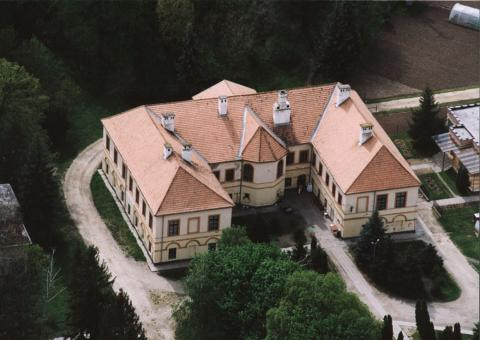
A dákai kastély

Egész életében ápolta apjának emlékét, és közéleti tevékenységét áthatotta a hazaszeretet, illetve a levert forradalom és szabadságharc szellemisége. A Beniczky-örökségből megszerzett cinkotai birtokán átfolyó patakot – 20. század végi feltételezés, illetve egy 1924-től a grófnő szolgálatában állott cinkotai férfi elmondása szerint – ő nevezte el Caprera-pataknak az olasz szabadságharcos, Garibaldi emlékére, aki élete utolsó szakaszában Caprera szigetén élt.
Az édesapjával történtek miatt erős Habsburg-ellenes érzelmeket táplált, és ennek feljegyzések szerint nyilvánosan is hangot adott.
Egy alkalommal értesülvén Ferenc József gödöllői látogatásáról, hatlovas fogatával Cinkotán a császár elé vágtatott, és Kerepesig csak lépésben engedte őket előre. Egy másik alkalommal egy esti mulatságon nem tájékoztatták, hogy a rendezvényre egy, a magyarokkal szimpatizáló Habsburg főherceget is meghívtak. Amikor bemutatták neki a főherceget, így szólt hozzá: „Ön az első Habsburg, akivel kezet fogtam.” Az egyetlen újságíró, akinek tudtával interjút adott, Kumlik Emil volt. Az ő egyik visszaemlékezésében is írt egy történetet, mely szerint a grófnő barátnője, Tabódy Ida kedvéért tett kivételt és soha nem bánta meg, hogy Izabella főhercegnőt és fiát Albrecht főherceget megismerte. A főhercegnő által alapított gyermekmenedékházzal kapcsolatos jótékonysági akciókat éveken át nagyobb összegekkel támogatta. Látogatásukkor megjegyezte: „Örülök, hogy egy ily kedves, derék asszonnyal megismerkedtem. Kár, hogy ön abba a családba házasodott... Különben hallom, hogy az ön férje áldott jó ember és szerető, gondos családapa. Isten áldja meg valamennyiüket”. Végrendeletében hátramaradt iratokat, Batthyány-ereklyéket adományozott volna a Magyar Nemzeti Múzeumnak, azonban amikor tudomására jutott, hogy Ferenc József ereklyéi díszes és feltűnő helyen vannak ott kiállítva, megváltoztatta végakaratát.
Egész életében számos jótékonysági esemény védnöke, háziasszonya, aktív résztvevője volt. Saját szerzeményű magyar dalai (például a czinkotai kiskertemben című csárdás) is voltak, amiket nyilvánosan is előadott. Szívesen vett részt különböző mulatságokon, ünnepségeken, ahol ő is táncolt és együtt dalolt a résztvevőkkel. 1906-ban például az Országos Tulipánkert Szövetség elődmozgalmának alapítótagja, illetve a cinkotai és nagykanizsai fiókszövetségek alapításánál előbbi díszelnöke, utóbbinak pedig védnöke volt.
A jótékony egyesületek, különböző kezdeményezések mellett alkalmazottait is támogatotta.
A többek között anyja (özv. gróf Batthyány Lajosné született Zichy Antónia) által alapított, majd évtizedekig vezetett Magyar Gazdasszonyok Országos Egylete 1902-ben tiszteletbeli alelnöki tisztséggel ruházta fel, melyet haláláig töltött be. Egyleti tevékenysége alatt javasolta egy árva leánygyermekeket nevelő intézet létesítését Cinkotán. Az intézmény épületéhez férje, Beniczky Gábor végakaratának értelmében, és 1901. március 24-én kötött öröklési szerződés keretében felajánlotta az ősi Beniczky kúriát, annak parkját és az azon levő egyéb épületeket. 1900-ban a mátyásföldi római katolikus templom építéséhez is telket biztosított. A nyaralótelep kialakítása Beniczky Gábor életében kezdődött, melyhez a birtokukból biztosítottak telket. 1913-ban a grófnőt a Mátyásföldi Nyaralótulajdonosok Egyesülete örökös tiszteletbeli védnökévé választotta.
Az első világháború alatt Cinkotán kórházat létesített, melyet saját költségén tartotta fenn, és a sebesült katonák ápolásában saját maga is aktívan részt vett, ezért megkapta a Vörös Kereszt hadiékitményes II. osztályú díszjelvényét
Édesanyja, Zichy Antónia halála (1888) után öccse, Elemér örökölte a dákai kastélyt és birtokot, melyet 1916-ban vásárolt meg tőle Ilona. Tervei szerint az épületben egy „Batthyány Ilona grófnő – Antónia Gyermekotthona” névre keresztelendő intézetet hozott volna létre, melyben 120-150 teljesen vagyontalan 3-14 éves leánygyermek kapott volna otthont. Álma azonban nem valósult meg, végrendeletét rokonai megtámadták, és hosszú perlekedés indult. Végül 1942-ben Veszprém vármegye vette meg a kastélyt. Dákán is nagyon népszerű volt, a falubeli rendezvényeken is részt vett, az első világháborúban harcoló dákai katonáknak öt-öt hold földet adományozott. A falubeli lakosság között kisebb földosztást is végrehajtott.

## Emlékezete

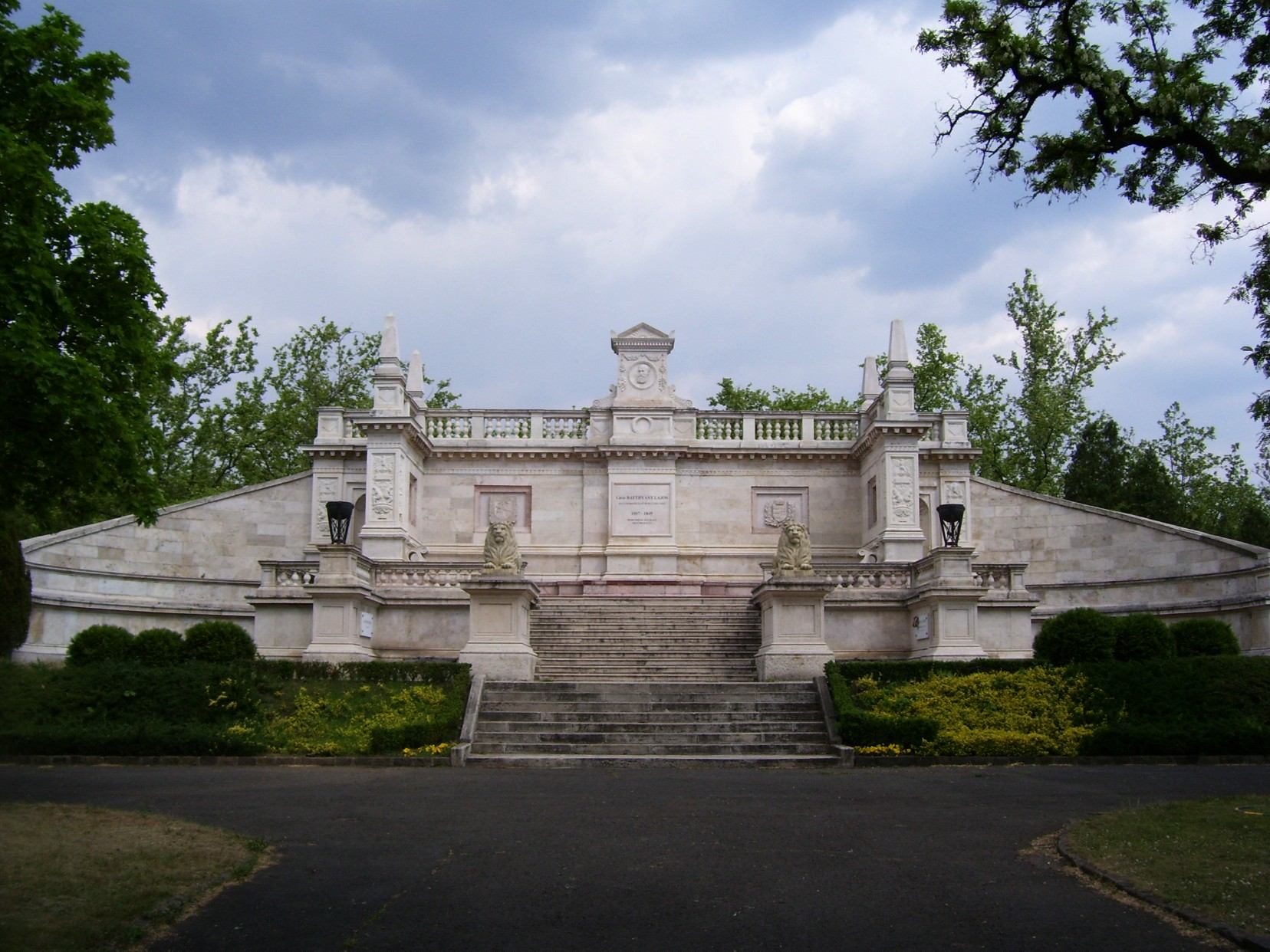
A Batthyány család mauzóleuma a Kerepesi temetőben

- A Batthyány-mauzóleumon álló márványtábláján a következő áll: Özv. BENICZKY GÁBORNÉ szül. BATTHYÁNY ILONA grófnő 1842–1929.[41]
- Dr Kumlik Emil: A cinkotai remeteasszony című könyve 1929-ben (az interjúkötet Batthyány Ilona akarata alapján halála után jelent meg)[53][61]
- Cinkotán

a 21. században is utca, telep, iskola viseli a nevét, de a településen a 19–20. században (ekkor még Cinkota magában foglalta Mátyásföldet és Sashalom nagy részét), már életében is, több közterületet róla neveztek el.
A második világháborúban elpusztult cinkotai kastély kertjében lévő Batthyány Ilona Általános Iskolában festmény, bronz dombormű, emléktábla őrzi emlékét.
A Szerb Antal Gimnázium falán pedig két emléktábla emlékezik meg róla. Az ott működött kollégium, amit 1985-ben szüntettek meg az iskolák körzetesítése miatt, 1964 és 1970 között viselte a nevét.
- 1989-ben emléktáblát avattak tiszteletére családjának dákai kastélyán.[9] Az emléktábla szövege: Gróf BATTHYÁNY LAJOS az első felelős miniszterelnök családjának egykori kastélya. Itt lakott apja hazafias szellemét híven ápoló leánya, a falu jótevője BATTHYÁNY ILONA. Hálás emlékezettel Dáka község lakossága 1989.[66]
- 2022-ben, születésének 180. évfordulóján Sashalmon, a XVI. kerületi Helytörténeti Fasoron táblát avattak és egy pirosvirágú gesztenyefát ültettek emlékére Széman Richárd kezdeményezésére.[67]

## Családja

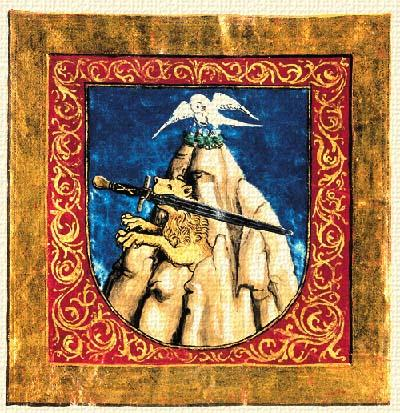
A Batthyány család címere

|  |  |  |  |                    |                    |                    |                    |                    |                    |                                                                                |                                                                                |                                                                                |                                                                                |                                                                                |                                                                                |                            |                            |                            |                            |                            |                            | Batthyány Lajos (1807–1849)     | Batthyány Lajos (1807–1849)     | Batthyány Lajos (1807–1849)     | Batthyány Lajos (1807–1849)     | Batthyány Lajos (1807–1849)     | Batthyány Lajos (1807–1849)     |                              |                              |                              |                              |                              |                              | Zichy Antónia (1816–1888)          | Zichy Antónia (1816–1888)          | Zichy Antónia (1816–1888)          | Zichy Antónia (1816–1888)          | Zichy Antónia (1816–1888)          | Zichy Antónia (1816–1888)          |                            |                            |                            |                            |                            |                            |  |  |  |  |  |  |                    |                    |                    |                    |                    |                    |  |  |  |  |  |  |  |  |  |  |
|  |  |  |  |                    |                    |                    |                    |                    |                    |                                                                                |                                                                                |                                                                                |                                                                                |                                                                                |                                                                                |                            |                            |                            |                            |                            |                            | Batthyány Lajos (1807–1849)     | Batthyány Lajos (1807–1849)     | Batthyány Lajos (1807–1849)     | Batthyány Lajos (1807–1849)     | Batthyány Lajos (1807–1849)     | Batthyány Lajos (1807–1849)     |                              |                              |                              |                              |                              |                              | Zichy Antónia (1816–1888)          | Zichy Antónia (1816–1888)          | Zichy Antónia (1816–1888)          | Zichy Antónia (1816–1888)          | Zichy Antónia (1816–1888)          | Zichy Antónia (1816–1888)          |                            |                            |                            |                            |                            |                            |  |  |  |  |  |  |                    |                    |                    |                    |                    |                    |  |  |  |  |  |  |  |  |  |  |
|  |  |  |  |                    |                    |                    |                    |                    |                    |                                                                                |                                                                                |                                                                                |                                                                                |                                                                                |                                                                                |                            |                            |                            |                            |                            |                            |                                 |                                 |                                 |                                 |                                 |                                 |                              |                              |                              |                              |                              |                              |                                    |                                    |                                    |                                    |                                    |                                    |                            |                            |                            |                            |                            |                            |  |  |  |  |  |  |                    |                    |                    |                    |                    |                    |  |  |  |  |  |  |  |  |  |  |
|  |  |  |  |                    |                    |                    |                    |                    |                    |                                                                                |                                                                                |                                                                                |                                                                                |                                                                                |                                                                                |                            |                            |                            |                            |                            |                            |                                 |                                 |                                 |                                 |                                 |                                 |                              |                              |                              |                              |                              |                              |                                    |                                    |                                    |                                    |                                    |                                    |                            |                            |                            |                            |                            |                            |  |  |  |  |  |  |                    |                    |                    |                    |                    |                    |  |  |  |  |  |  |  |  |  |  |
|  |  |  |  | Amália (1837–1922) | Amália (1837–1922) | Amália (1837–1922) | Amália (1837–1922) | Amália (1837–1922) | Amália (1837–1922) |                                                                                |                                                                                |                                                                                |                                                                                |                                                                                |                                                                                | Keglevich Béla (1833–1896) | Keglevich Béla (1833–1896) | Keglevich Béla (1833–1896) | Keglevich Béla (1833–1896) | Keglevich Béla (1833–1896) | Keglevich Béla (1833–1896) |                                 |                                 |                                 |                                 |                                 |                                 | Battyhyány Ilona (1842–1929) | Battyhyány Ilona (1842–1929) | Battyhyány Ilona (1842–1929) | Battyhyány Ilona (1842–1929) | Battyhyány Ilona (1842–1929) | Battyhyány Ilona (1842–1929) |                                    |                                    |                                    |                                    |                                    |                                    | Beniczky Gábor (1852–1894) | Beniczky Gábor (1852–1894) | Beniczky Gábor (1852–1894) | Beniczky Gábor (1852–1894) | Beniczky Gábor (1852–1894) | Beniczky Gábor (1852–1894) |  |  |  |  |  |  | Elemér (1847–1932) | Elemér (1847–1932) | Elemér (1847–1932) | Elemér (1847–1932) | Elemér (1847–1932) | Elemér (1847–1932) |  |  |  |  |  |  |  |  |  |  |
|  |  |  |  | Amália (1837–1922) | Amália (1837–1922) | Amália (1837–1922) | Amália (1837–1922) | Amália (1837–1922) | Amália (1837–1922) |                                                                                |                                                                                |                                                                                |                                                                                |                                                                                |                                                                                | Keglevich Béla (1833–1896) | Keglevich Béla (1833–1896) | Keglevich Béla (1833–1896) | Keglevich Béla (1833–1896) | Keglevich Béla (1833–1896) | Keglevich Béla (1833–1896) |                                 |                                 |                                 |                                 |                                 |                                 | Battyhyány Ilona (1842–1929) | Battyhyány Ilona (1842–1929) | Battyhyány Ilona (1842–1929) | Battyhyány Ilona (1842–1929) | Battyhyány Ilona (1842–1929) | Battyhyány Ilona (1842–1929) |                                    |                                    |                                    |                                    |                                    |                                    | Beniczky Gábor (1852–1894) | Beniczky Gábor (1852–1894) | Beniczky Gábor (1852–1894) | Beniczky Gábor (1852–1894) | Beniczky Gábor (1852–1894) | Beniczky Gábor (1852–1894) |  |  |  |  |  |  | Elemér (1847–1932) | Elemér (1847–1932) | Elemér (1847–1932) | Elemér (1847–1932) | Elemér (1847–1932) | Elemér (1847–1932) |  |  |  |  |  |  |  |  |  |  |
|  |  |  |  |                    |                    |                    |                    |                    |                    |                                                                                |                                                                                |                                                                                |                                                                                |                                                                                |                                                                                |                            |                            |                            |                            |                            |                            |                                 |                                 |                                 |                                 |                                 |                                 |                              |                              |                              |                              |                              |                              |                                    |                                    |                                    |                                    |                                    |                                    |                            |                            |                            |                            |                            |                            |  |  |  |  |  |  |                    |                    |                    |                    |                    |                    |  |  |  |  |  |  |  |  |  |  |
|  |  |  |  |                    |                    |                    |                    |                    |                    | Popovich Paula (1864–1920)                                                     | Popovich Paula (1864–1920)                                                     | Popovich Paula (1864–1920)                                                     | Popovich Paula (1864–1920)                                                     | Popovich Paula (1864–1920)                                                     | Popovich Paula (1864–1920)                                                     |                            |                            |                            |                            |                            |                            | ifj. Keglevich Béla (1862–1924) | ifj. Keglevich Béla (1862–1924) | ifj. Keglevich Béla (1862–1924) | ifj. Keglevich Béla (1862–1924) | ifj. Keglevich Béla (1862–1924) | ifj. Keglevich Béla (1862–1924) |                              |                              |                              |                              |                              |                              | Beniczky Lea Valentina (1880–1883) | Beniczky Lea Valentina (1880–1883) | Beniczky Lea Valentina (1880–1883) | Beniczky Lea Valentina (1880–1883) | Beniczky Lea Valentina (1880–1883) | Beniczky Lea Valentina (1880–1883) |                            |                            |                            |                            |                            |                            |  |  |  |  |  |  |                    |                    |                    |                    |                    |                    |  |  |  |  |  |  |  |  |  |  |
|  |  |  |  |                    |                    |                    |                    |                    |                    | Popovich Paula (1864–1920)                                                     | Popovich Paula (1864–1920)                                                     | Popovich Paula (1864–1920)                                                     | Popovich Paula (1864–1920)                                                     | Popovich Paula (1864–1920)                                                     | Popovich Paula (1864–1920)                                                     |                            |                            |                            |                            |                            |                            | ifj. Keglevich Béla (1862–1924) | ifj. Keglevich Béla (1862–1924) | ifj. Keglevich Béla (1862–1924) | ifj. Keglevich Béla (1862–1924) | ifj. Keglevich Béla (1862–1924) | ifj. Keglevich Béla (1862–1924) |                              |                              |                              |                              |                              |                              | Beniczky Lea Valentina (1880–1883) | Beniczky Lea Valentina (1880–1883) | Beniczky Lea Valentina (1880–1883) | Beniczky Lea Valentina (1880–1883) | Beniczky Lea Valentina (1880–1883) | Beniczky Lea Valentina (1880–1883) |                            |                            |                            |                            |                            |                            |  |  |  |  |  |  |                    |                    |                    |                    |                    |                    |  |  |  |  |  |  |  |  |  |  |
|  |  |  |  |                    |                    |                    |                    |                    |                    |                                                                                |                                                                                |                                                                                |                                                                                |                                                                                |                                                                                |                            |                            |                            |                            |                            |                            |                                 |                                 |                                 |                                 |                                 |                                 |                              |                              |                              |                              |                              |                              |                                    |                                    |                                    |                                    |                                    |                                    |                            |                            |                            |                            |                            |                            |  |  |  |  |  |  |                    |                    |                    |                    |                    |                    |  |  |  |  |  |  |  |  |  |  |
|  |  |  |  |                    |                    |                    |                    |                    |                    |                                                                                |                                                                                |                                                                                |                                                                                |                                                                                |                                                                                |                            |                            |                            |                            |                            |                            |                                 |                                 |                                 |                                 |                                 |                                 |                              |                              |                              |                              |                              |                              |                                    |                                    |                                    |                                    |                                    |                                    |                            |                            |                            |                            |                            |                            |  |  |  |  |  |  |                    |                    |                    |                    |                    |                    |  |  |  |  |  |  |  |  |  |  |
|  |  |  |  |                    |                    |                    |                    |                    |                    | Keglevich Ilona Antónia Mária, Batthyány Tamásné, Bárczay Ferencné (1885–1941) | Keglevich Ilona Antónia Mária, Batthyány Tamásné, Bárczay Ferencné (1885–1941) | Keglevich Ilona Antónia Mária, Batthyány Tamásné, Bárczay Ferencné (1885–1941) | Keglevich Ilona Antónia Mária, Batthyány Tamásné, Bárczay Ferencné (1885–1941) | Keglevich Ilona Antónia Mária, Batthyány Tamásné, Bárczay Ferencné (1885–1941) | Keglevich Ilona Antónia Mária, Batthyány Tamásné, Bárczay Ferencné (1885–1941) |                            |                            |                            |                            |                            |                            | Keglevich Pál (1887–1936)       | Keglevich Pál (1887–1936)       | Keglevich Pál (1887–1936)       | Keglevich Pál (1887–1936)       | Keglevich Pál (1887–1936)       | Keglevich Pál (1887–1936)       |                              |                              |                              |                              |                              |                              |                                    |                                    |                                    |                                    |                                    |                                    |                            |                            |                            |                            |                            |                            |  |  |  |  |  |  |                    |                    |                    |                    |                    |                    |  |  |  |  |  |  |  |  |  |  |